# Drei Magier Spiele
Drei Magier Spiele è una casa editrice tedesca di giochi da tavolo con sede a Berlino, fondata nel 1994. Dal 2008 è il marchio di giochi per bambini della casa editrice Schmidt Spiele.
Drei Magier Spiele è stata fondata nel 1994 a Uehlfeld, in Franconia (Germania), da Kathi Kappler, Johann Rüttinger e Rolf Vogt. La piccola impresa ha dapprima, nel 2003, stretto un accordo di distribuzione con l'editore Schmidt Spiele e poi, nel 2008, è stato Drei Magier completamente comprata da Schmidt Spiele.

## Premi e riconoscimenti
Tra i riconoscimenti più prestigiosi vinti da Drei Magier Spiele ci sono il Kinderspiel des Jahres ("Miglior Gioco per bambini dell'anno") e il Deutscher Kinderspiele Preis "Premio tedesco per i giochi per bambini".
Il prestigioso premio Kinderspiel des Jahres è stato vinto con:
- 2004 - La scala dei fantasmi (Geistertreppe), di Michelle Schanen;[1]
- 2009 - Il labirinto magico (Das magische Labyrinth), di Dirk Baumann;[2]
- 2013 - La torre stregata (Der verzauberte Turm), di Inka Brand e Markus Brand.[3]

Il premio Deutscher Kinderspiele Preis è stato vinto con:
- 2006 - La notte dei maghi (Nacht der Magier), di Jens-Peter Schliemann e Kirsten Becker;
- 2012 - La tarma imbrogliona (Mogel Motte), di Emely Brand e Lukas Brand.

Il premio As d'Or - Jeu de l'année Enfant è stato vinto con:
- 2007 - La notte dei maghi (Nacht der Magier), di Jens-Peter Schliemann e Kirsten Becker;

Nel 1985 con il gioco I tre maghi (Die drei Magier) di Johann Rüttinger e nel 1996, con il gioco Venice Connection di Alex Randolph ha vinto il premio speciale Gioco più bello (Schönes Spiel) nell'ambito del prestigioso Spiel des Jahres